# Хронологія ірано-ізраїльського протистояння (2024)
Нижче наведено список подій під час ізраїльсько-іранської гібридної війни за 2024 рік.

## Хронологія
- 2 січня — в результаті авіаудару в районі Дахі в Бейруті (Ліван) було вбито Салеха аль-Арурі, заступника керівника політбюро ХАМАС і одного з організаторів нападу ХАМАС на Ізраїль. Разом з аль-Арурі було вбито ще шістьох людей, зокрема високопоставлених бойовиків ХАМАС[1][2].
- 4 січня — ЦАХАЛ та ШАБАК повідомили про ліквідацію на півночі сектора Гази Мамдуха Лулу, який очолював регіональний оперативний штаб «Бригад Аль-Кудса», був заступником командувача сил «Ісламського джихаду» у північному регіоні Гази та відповідав за зв'язки з керівництвом організації за кордоном[3].
- 8 січня — ЦАХАЛ заявив, що знищив Хасана Хакашу, центрального члена ХАМАС у Сирії, який відповідав за ракетні обстріли Ізраїлю. Вбивство сталося у Бейт-Джинні[4].
- 20 січня — п'ятьох старших офіцерів КВІР було вбито в результаті авіаудару в Меззі. Серед загиблих — голова розвідки спецпідрозділу «Кудс» у Сирії та його заступник[5].
- 29 січня — двох людей було вбито під час ізраїльського удару по оперативному штабу КВІР на околиці Дамаска[6].
- 1 лютого — офіцер Корпусу вартових ісламської революції Саїд Алідаді був вбитий в результаті ймовірно ізраїльського повітряного удару недалеко від Дамаска, що стало другим подібним нападом на сили Тегерана в Сирії за останні кілька тижнів[7].
- 7 лютого — Ізраїль атакував авіабазу та інші військові об'єкти поблизу міста Хомс. За даними Сирійського наглядового центру з прав людини, загинули десять осіб, у тому числі шість мирних жителів та двоє бойовиків «Хезболли»[8].
- 14 лютого — вночі стався вибух на головній лінії газопроводу в центрі Ірану, в місті Боруджен, після чого спалахнула пожежа. У соцмережах публікується відео пожежі. Мер міста Боруджен Фатах Каремі зазначив, що подача газу з Боруджена до інших областей Ірану тимчасово припинилася. На місці пожежі знаходяться рятувальні та пожежні бригади[9].
- 21 лютого — за даними сирійських ЗМІ, внаслідок ізраїльського удару по житловому району Дамаска загинули щонайменше двоє людей[10].
- 10 березня — внаслідок ізраїльського авіаудару по підземниму об'єкту у Нусейраті, в центральній частині Гази, загинув «третій номер» в ієрархії ХАМАС Марван Ісса, заступник голови Бригад аль-Кассам. З ним загинув Газі Абу Тамаа, старший член військової ради ХАМАС[11].
- 26 березня — ізраїльські ВПС завдали авіаударів у районах Дейр-ез-Зора та Аль-Букамаля, неподалік східного кордону Сирії з Іраком, націлюючись на іранські підрозділи та бойовиків, які брали участь у нещодавній змові щодо контрабанди сучасної зброї терористам. Повідомляється, що понад 15 людей загинули[12].
- 29 березня — внаслідок авіаудару Ізраїлю по аеропорту Алеппо загинули 38 сирійських солдатів, 7 бойовиків «Хезболли» та 7 ополченців. Це найбільша смертоносна атака Ізраїлю на Сирію з 2021 року[13].
- 1 квітня — ізраїльська авіація завдала удару по прибудові до іранського консульства в Дамаску, Сирія, в результаті якого загинуло 16 осіб, зокрема бригадний генерал Мохаммад Реза Захеді,[14] старший командир сил «Кудс» Корпусу вартових ісламської революції (КВІР), і сім інших офіцерів КВІР.
- 12 квітня — США почали фіксувати переміщення ракет і безпілотників на території Ірану[15]. Іран застеріг США від втручання у бойові дії з Ізраїлем, погрожуючи атакувати солдатів США[16].
- 13 квітня — відбулася Іранська атака на Ізраїль у відповідь на атаку на їх посольство. Атака складалася з понад 200 ракет, безпілотників та балістичних ракет.[17][18]
- 19 квітня — о 5:23 ранку Ізраїль завдав ударів трьома ракетами та невеликими безпілотниками, запущеними, ймовірно, з території самого Ірану, по кількох військових об'єктах в Ірані у відповідь на запуск Іраном безпілотників та ракетну атаку 13-14 квітня[19].
- 2 травня — вісім сирійських солдатів було поранено і завдано матеріальних збитків у ході ізраїльського авіаудару по будівлі, що перебуває у підпорядкуванні сил безпеки на околиці Дамаска[20].
- 2 червня — внаслідок авіаудару Ізраїлю по збройовому заводу на півночі провінції Алеппо загинуло близько 17 проіранських ополченців, іранський військовий радник радник та три бойовика ліванської «Хезболли»[21][22].
- 19 червня — внаслідок ударів ізраїльських безпілотників по сирійських військових об'єктах у Кунейтрі та Дар'а загинув офіцер і було завдано шкоди[23].
- 14 липня — семеро солдатів режиму Асада та один іранський бойовик було вбито і поранено в результаті ізраїльського авіаудару по військовому штабу в околицях Дамаска[24].
- 18 липня — з боку Ємену безпілотником атакували Тель-Авів. Внаслідок нападу загинула одна людина і вісім отримали незначні поранення[25].
- 27 липня — Хезболлою з території Лівану було атаковано ракетами селище Мадждаль-Шамс на Голанських висотах, що на півночі Ізраїлю. Серед 11 загиблих — діти та підлітки віком від 10 до 20 років, ще 34 людини поранені. Деякі із запушених ракет вдарили по футбольному полю, де у цей час були люди[26].
- 31 липня — політичний лідер ХАМАС Ісмаїл Ганія був вбитий разом з одним зі своїх охоронців у Тегерані, куди він приїхав зі своєї резиденції в Катарі, щоб бути присутнім на церемонії інавгурації нового президента Ірану Масуда Пезешкіяна[27].
- 20 вересня — внаслідок ізраїльського авіаудару в південному передмісті Бейрута був вбитий Ібрагім Акіл, командувач сил спеціальний операцій Хезболли. Окрім Акіла, ударом було ліквідовано також весь вищий оперативний склад і керівництво спецзагону "Радван".[28][29][30].
- 26 жовтня — Армія оборони Ізраїлю (ЦАХАЛ) почала завдавати авіаударів по військових об'єктах в Ірані. Операція отримала назву «Дні покаяння»[31]
- 10 листопада — в сирійському місті Ель-Кусейр внаслідок ізраїльського авіаудару був вбитий Салім Айяш, бойовик Хезболли, який у 2011 році разом з 3 іншими бойовиками проходив обвинуваченим у справі вбивства прем'єр-міністра Лівану Рафіка Харірі[32]..